# Pieter de Coninck
Pieter de Coninck (Brugge, tussen 1250 en 1260 - aldaar?, 1332 of 1333) was een Brugs wever die bekend was om zijn welsprekendheid. Hij stond aan de basis van de Vlaamse volksopstand die leidde tot de Guldensporenslag. Vlak voor het begin van die slag werd hij tot ridder geslagen, zo ook twee van zijn zonen.

## Levensloop
Voor het Brugs stadsbestuur van vóór de Guldensporenslag was De Coninck een gevaarlijke oproerkraaier en hij werd dan ook gevangengezet in juni 1301. Het volk kwam hem bevrijden en de Liebaards namen het bestuur van de stad over. Landvoogd Jacob van Châtillon trok daarop met een kleine legermacht de stad binnen en De Coninck werd verbannen.
Onder impuls van Jan I van Namen herstelde De Coninck zijn gezag in Brugge in december 1301. Hij probeerde de Gentenaren aan zijn kant te krijgen, maar dat mislukte. Op 1 mei 1302 was hij een van de leiders van een bende opstandelingen die de kastelen van Sijsele en Male veroverden. In Male werden alle Franse garnizoenssoldaten vermoord. Als Châtillon opnieuw met een leger van 800 man naar Brugge optrekt, om de daders van de moordpartij in Male te straffen, wordt De Coninck nog maar eens de stad uitgejaagd. Châtillon trok met zijn leger in volle wapenuitrusting (tegen de afspraken) de stad in waardoor de Bruggelingen voor een bloedige afstraffing vreesden. Om zich te beschermen lieten ze 's nachts De Coninck met zijn aanhangers opnieuw de stad binnen. Op 18 mei 1302 kregen de Fransen en de Fransgezinden te maken met de Brugse Metten als aanloop tot de Guldensporenslag. Châtillon kon op het nippertje ontsnappen.
Pieter de Coninck was een van de aanvoerders van een Brugs leger dat, na deze Brugse Metten (18 mei), de kuststreek bevrijdde van de Franse bezetters. Nadat ze tevergeefs het kasteel van Kassel hadden belegerd, trokken deze troepen naar Kortrijk waar alle Vlaamse strijders zich verzamelden om een Frans leger onder leiding van Robert II van Artesië tot staan te brengen. Het werd de Guldensporenslag.
In 1309 leidde De Coninck samen met Jan Breydel en Jan Heem een oproer in Brugge, gericht tegen de nadelige gevolgen van het Verdrag van Athis-sur-Orge (1305). In 1321 nam hij opnieuw deel aan een opstand in Brugge. Als straf werden zijn bezittingen geconfisqueerd en verkocht. Ook de volder Jan Heem, die tijdens de opstand in 1302 tot burgemeester van Brugge was benoemd, was opnieuw van de partij.
Pieter de Coninck was tweemaal gehuwd. Hij overleed in 1332 of 1333.
Samen met Jan Breydel heeft Pieter de Coninck nu een standbeeld op de Grote Markt van Brugge. Het werd in 1887 opgericht door Paul de Vigne.

## Wetenswaardig
De misvatting dat Pieter de Coninck een eenoog was is te wijten aan een verkeerde lezing van de Passio Francorum secundum Flemingos door de kroniekschrijver Giovanni Villani.

## Voetnoten
1. ↑  Paul Trio, Dirk Heirbaut en Dirk Van Den Auweele (red.), Omtrent 1302, 2002, p. 217

- Digitale Bibliotheek voor de Nederlandse Letteren: coni005
- Gemeinsame Normdatei: 124525318
- International Standard Name Identifier: 0000 0000 3126 3920
- Library of Congress Control Number: n88003824
- Virtual International Authority File: 45237526